# Blumeray
Blumeray település Franciaországban, Haute-Marne megyében. Lakosainak száma 100 fő (2022. január 1.). Blumeray Nully, Sommevoire, Arnancourt, Beurville, Cirey-sur-Blaise és Doulevant-le-Château községekkel határos.

## Népesség
A település népességének változása:
| Lakosok száma | 142  | 103  | 93   | 99   | 107  | 109  | 109  | 104  | 102  | 100  |
|               | 1968 | 1982 | 1990 | 2006 | 2013 | 2015 | 2017 | 2019 | 2020 | 2022 |